# Ecgþeow
Ecgþeow, Edgetho (protonórdico *Agiþewaz) o Ecgtheow probablemente fue un guerrero de los suiones de Svealand, Suecia. Pertenecía del clan familiar de los Waegmunding que aparece en el poema épico Beowulf, que corresponde a la Era de Vendel (siglo VI).
A diferencia de otros personajes de la protohistoria escandinava, Ecgþeow no aparece en otras fuentes al margen del manuscrito Beowulf, y se desconoce si se trata de un personaje real o no. Según el poema casó con la hija de Hreðel, rey de los gautas, y es el padre biológico de Beowulf.

## Etimología
Su nombre se interpreta como ecg + þeow (o sea, espada-thegn); alternativamente, su nombre deriva del antiguo bahuvrihi como otros nombres heroicos germanos, que significa “hábil con la espada” por lo que se podría interpretar como “el que sirve a la espada”.

## Beowulf
El personaje aparece en una conversación, cuando Beowulf habla con el guardacostas y le dice «Mi padre era conocido por todos», nombrándole como «caudillo noble en la batalla», que vivió tras «muchos inviernos» y es recordado por hombres sabios en cualquier lugar. El rey danés Hroðgar, recuerda a Ecgþeow y su matrimonio con la hija del rey Hreðel.
Hroðgar rememora la historia de Ecgþeow cuando se presentó frente a él en busca de ayuda, pues había matado a Heaðolaf, un guerrero del clan de los Wulfings que posiblemente gobernaban Östergötland, reino de los gautas orientales. Entre los pueblos germánicos una de las formas de pagar una deuda de sangre era el wergeld o bien ser desterrado. Como la gente de Ecgþeow no pudo pagar la compensación o los Wulfings no lo aceptaron, fue desterrado. El rey Hroðgar pagó la deuda y obligó a Ecgþeow jurarle pleitesía y amistad. Posiblemente los Wulfings eran los mismos Wylfings que aparecen en Widsith. Según Widsith uno de sus señores era Helm. Hroðgar casó con Wealhþeow, del clan Wulfings, y este hecho puede explicar por qué Ecgþeow fue a Dinamarca explícitamente a buscar ayuda. Hroðgar pudo usar sus vínculos familiares para persuadir a los Wulfings aceptar el wergild y acabar con la deuda.
Hroðgar interpreta la presencia de Beowulf como una muestra de gratitud por lo que él hizo por su padre. Beowulf fue educado y creció en la corte de Hreðel a la edad de siete años; presuntamente tras la muerte de Ecgþeow.
Wiglaf aparece como personaje relacionado con el clan de los Waegmunding; por lo tanto su padre Weohstan estaba de alguna forma vinculado familiarmente con Ecgþeow.